# IKOR
Het IKOR  (Interkerkelijk Overleg inzake Radioaangelegenheden) was een Nederlandse mediaorganisatie die ontstond na de Tweede Wereldoorlog.
Nederland had moeilijke jaren achter de rug en de kerken waren traditioneel sterk intern gericht. Vanaf 20 januari 1946 wilden zij zich, ook via de radio, meer richten op de wereld buiten de kerken.
Op 1 januari 1976, toen het IKOR zijn krachten en zendtijd bundelde met het Convent van Kerken (CVK), ontstond de Interkerkelijke Omroep Nederland (IKON).

## Voorzitter
- 1971-1975: Marie Louis Willem Schoch, (jeugd)predikant (Nederlands-hervormd)